# گالئاتسو دوندی
گالئاتسو دوندی (ایتالیایی: Galeazzo Dondi; ۱۹ مارس ۱۹۱۵ – ۲۳ اکتبر ۲۰۰۴) بازیکن بسکتبال اهل ایتالیا بود. وی در بازی‌های المپیک تابستانی ۱۹۳۶ شرکت کرده‌است.